# Зображення гендеру у відеоіграх

Обкладинка відеогри Tomb Raider Underworld експлуатує сексуальну об'єктивацію протагоністки

Зображення гендеру у відеоіграх (англ. Representation of gender in videogames) — це відмінності та особливості зображення чоловіків і жінок у відеоіграх, зумовлені суспільними факторами. Воно є предметом гендерних досліджень, передусім акцентуючись на комплексних проявах сексизму, зокрема, в контексті сексизму у відеоіграх.
Частка чоловічих і жіночих персонажів у відеоіграх незбалансована. Хоча жінки складають половину геймерської аудиторії, вони значно недопредставлені як персонажі у мейнстрімних іграх, незважаючи на популярність знакових героїнь, таких як Самус Аран або Лара Крофт. Зображення жінок в іграх часто експлуатує традиційні гендерні ролі, сексуальну об'єктивацію або негативні стереотипи, такі як пасивна «діва у біді», що сприяють мізогінії. Чоловічі персонажі стереотипно гіпермаскулінні: зображуються великими і м'язистими, здебільшого в агресивних ролях. ЛГБТІК+-персонажі(-ки) рідше фігурують у відеоіграх, аніж це передбачають репрезентаційні кампанії.

## Оцінки
Дослідження 1990-2000-х стверджували, що те, як зображаються гендери в іграх, може впливати на розуміння гендерних ролей людьми, що в них грають; а також на те, що молоді дівчата воліють грати персонажкою власної статі набагато більше, ніж хлопці. У середньому, ігри з головною персонажкою продаються меншою кількістю копій, ніж з персонажем, а також мають менші маркетингові бюджети.
На противагу, дослідження 2022 року, опубліковане в журналі «Computers in Human Behavior», стверджує: побоювання щодо впливу зображення гендеру у відеоіграх на реальне життя перебільшені і відсутність сексуалізації так само шкідлива, як і зловживання нею. Професор психології Стетсонівського університету Крістофер Фергюсон писав, що ЗМІ часто звинувачують відеоігри як причину сексизму та інших негативних суспільних явищ, але насправді відеоігри частіше репрезентують явища, вже наявні в суспільстві.

## Геймерська демографія

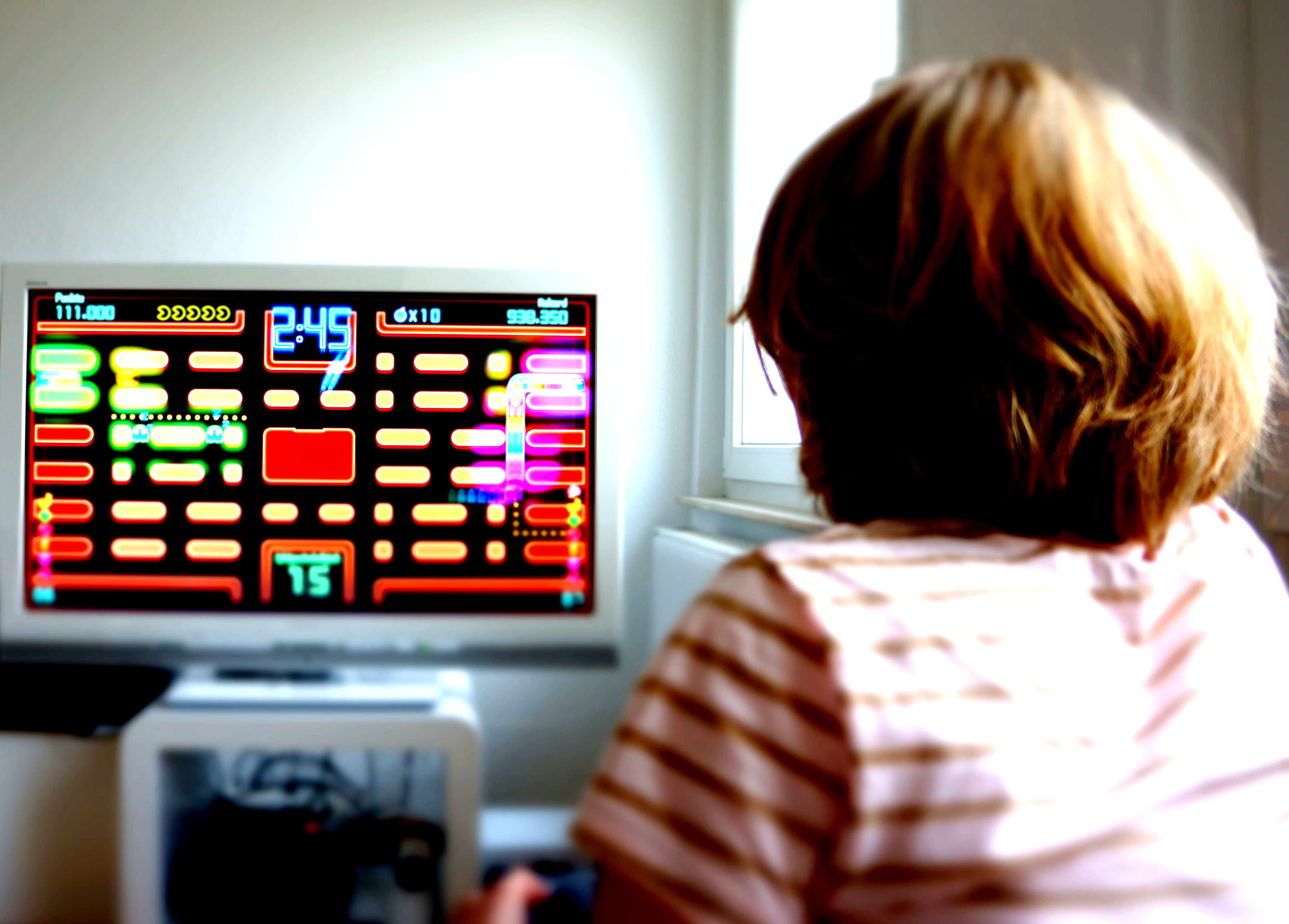
Дівчинка грає в відеогру

Опитування Геллапа в 2008 році показали, що половина всіх людей, що грають у відеоігри в Америці, це жінки. У 2014 році у Великій Британії та в Іспанії жінки становили 52 % і 48 % геймерської маси відповідно. За даними Pew Research Center (2008), «близько 99 % хлопчиків і 94 % дівчаток грають у відеоігри.»
Отже, у відеоігри у рівній мірі грають як чоловіки, так і жінки. Дослідження вказують на відмінності в преференціях щодо платформи і жанру. Entertainment Software Rating Board повідомляє, що в 2010 80 % консольних гравчинь користувались Wii, 11 % — XBOX360 і 9 % — PS3. Для порівняння, 38 % чоловіків в 2014 грали в консольні ігри на Xbox 360, 41 % — Wii і 21 % — PS3.
Дослідження "Flurry" (2013) зосередилось на різниці мобільних ігрових преференцій між чоловіками і жінками. Жінки складають 60-80 % ринків пасьянсу, слотів, соціальних покрокових ігор, match-tree / bubble-шутерів, симуляцій та вікторин. Чоловіки, з іншого боку, склали 60-80 % ринку стратегій, шутерів, симуляторів колекційних карткових ігор, гонок та RPG.
Дослідження SuperData Research (2014) виявило, що жінки і чоловіки насолоджуються відеоіграми, але деякі жанри залучають один гендер більше за інший: жінки складають 57,8 % мобільного ринку, 53,6 % ринку RPG і 50,2 % ринку ПК (включно з соціальними іграми). Чоловіки складають 66 % від усіх MMO-гравців, 66 % гравців шутерів від першої особи і 63 % гравців цифрової консолі.
За статистикою "Wired", існує також суттєвий розрив між чоловіками та жінками в масмедіа та заходах, присвячених відеоіграм. Так, на виставці E3 79% презентацій вели чоловіки і лише 21% жінки.

## Демографія персонажів
Згідно з журналом «Wired», станом на 2019 рік 65% відеоігор передбачали вибір гендерної ролі, 22% мали головними персонажами чоловіків, 5% жінок, 2% ігор не мали головних персонажів однозначної статі, а 6% не передбачали ігрового втілення для гравецької авдиторії.

## Зображення жінок

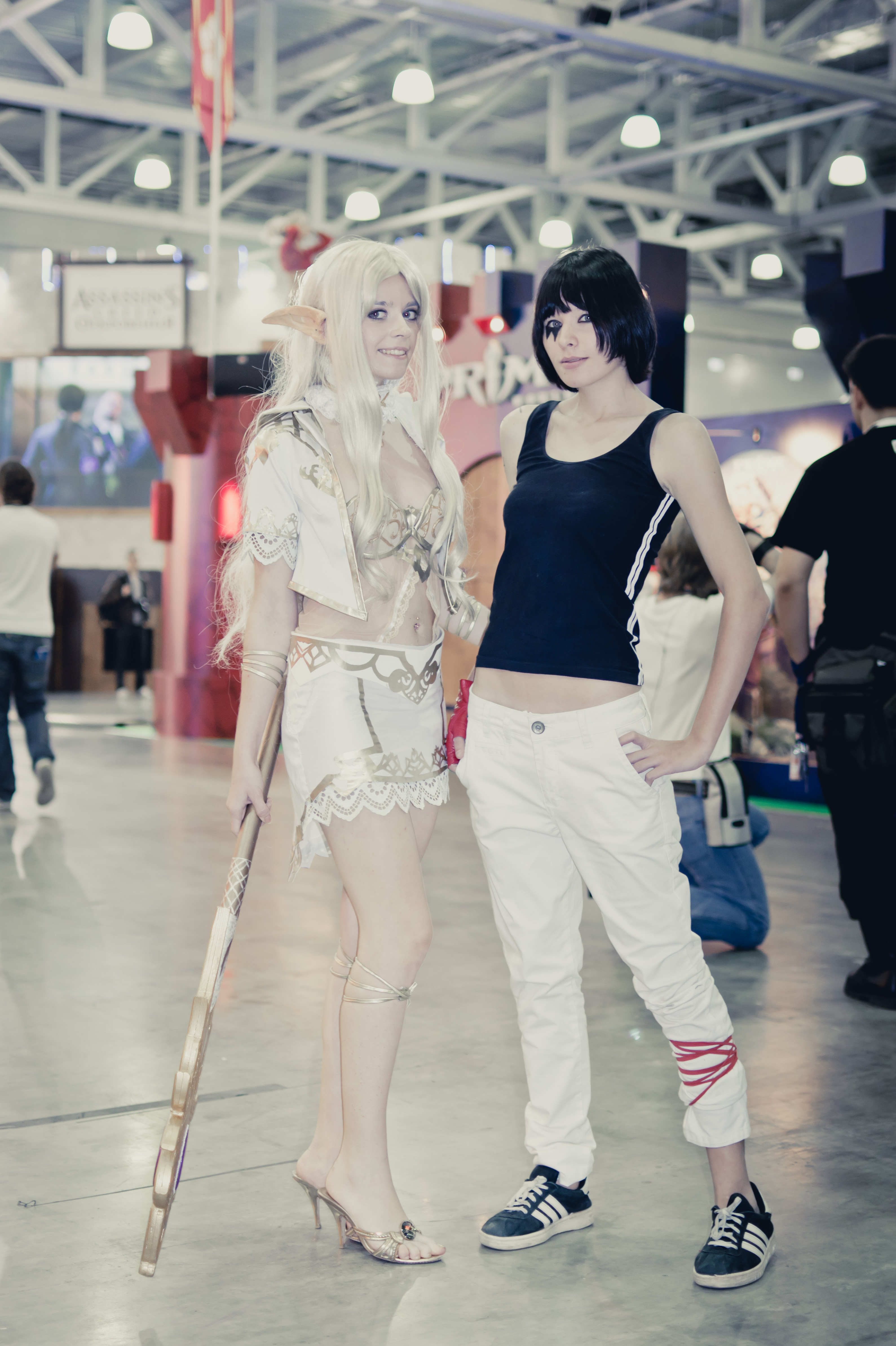
Дві жінки, одягнені героїнями відеогри

### Як протагоністок та ігрових героїнь
Ігрові персонажки рідше, ніж персонажі, з'являються в оглядах популярних ігор, — виявило в 2006 дослідження Політехнічного інституту Вірджинії і Державного Університету. У 2007-му Melinda C.R. Burgess і співавт. виявили, що чоловіки набагато частіше за жінок зображені на обкладинках консольних відеоігор.
З 669 зразків екшенів, шутерів і RPG, відібраних EEDAR в 2012, у 300 (45 %) надається можливість грати персонажкою, але тільки 24 (4 %) мали виключно жінку-протагоністку. Крім того, EEDAR в 2010 виявили, що у 10 % ігор не мають протагоніста з розрізнюваним гендером.
За даними Меделін Мессер для «Вашингтон Пост» (2015), серед Топ-50 ігор-платформерів для мобільних пристроїв 98 % ігор з персонажами з ідентифіковним гендером пропонують протагоністів-чоловіків, з яких 90 % безкоштовні. Тільки 46 % з цих ігор пропонували персонажок, і тільки 15 % — безкоштовно. Щоб грати персонажкою, потрібно в середньому доплатити $7.53 — а це набагато більше, ніж вартість самих ігор.

#### Розвиток персонажок
Самус Аран, героїня Metroid (1986) і її продовжень, часто згадується як «перша придатна для гри людська персонажка в мейнстрімній відеогрі». Однак, інші ігри раніше пропонували героїнь, таких як Тобі Masuyo («Kissy») з Baraduke (1985).
Дослідження поширеності персонажок у відеоіграх почали проводитися в соціологічних, освітніх і культурних журналах ще в кінці 1970-х і початку 1980-х. У 1979 опубліковане у "Psychological Record" (вип.29, #1. ст. 43-48) дослідження за результатами опитування 201 осіб виявило, що 90 % чоловіків і 85 % жінок сприймали комп'ютер як маскулінний (в грі проти комп'ютера). У 1983 професорка Сара Кеслер (Sara Kiesler) опублікувала дослідження в Psychology Today (вип.17, #3. ст. 40-48): виявлено, що персонажки з'являлися у відеоіграх з частотою 1 до 7. За Елізабет Бем-Моравіц, менша присутність жіночих образів передбачає і разом з тим закріплює вторинний статус жінок у відеоіграх. Коли придатні для гри героїні з'являються у відеоіграх, вони набагато частіше надсексуалізовані, що увиразнюється одягом, якщо порівнювати з чоловічими.
Лара Крофт, головна героїня Tomb Raider (1996), входить до найвідоміших вигаданих сильних жінок у різноманітних медіа. З моменту введення в 1996 році, Лара Крофт критикувалася за нереалістичний розмір грудей; заявлялося, що вона персоніфікує «існуючий культурний конфлікт через гендер, сексуальність, емпауермент і об'єктивацію». У 2008 Лара Крофт зображалась в «облягаючих шортах» і «вузькому купальнику», виглядаючи, ніби « її одягав чоловік». На що творці гри заявляли, що персонажка «не розроблялася з маркетингом на думці», і запевняли, що дуже здивовані обожнюванню її пінап-стилю. В Tomb Raider: Legend Лара зазнала радикального редизайну, нібито для того, щоб зробити її менш сексуалізованою.
Ейпріл Ріан із The Longest (1999) порівнювалась з Ларою Крофт, оскільки має менш виразні фізичні фемінні атрибути, ніж Лара, але більш фемінні психологічні риси, на відміну від маскулінних конотацій Лари, таких як агресивність і сила.
На противагу, Джейд, головна героїня Beyond Good & Evil (2003), була широко визнана як сильна і впевнена в собі персонажка, позбавлена будь-якої явної сексуалізації.
2013 рік висунув жінок на лідерські ролі в ряду престижних ігор, таких як The Last of Us (2013), BioShok Infinite (2013), перезавантаженої Tomb Raider (2013), і Beyond: Two Souls (2013). Дослідження цих ігор виявили, що, хоча провідні героїні в цих іграх здатні зруйнувати пануючі гендерні стереотипи, жінки як і раніше обмежені чоловіками в наративах, зокрема шляхом доброзичливого сексизму.
З-поміж адекватно зображених персонажок відеоігор наступних років вказуються такі, як Іві Фрай у Assassin's Creed: Syndicate (2015), Елой із Horizon: Zero Dawn (2017).
Небілі жінки, як і кольорове населення в цілому, мають меншу ймовірність бути представленими у популярних іграх і більшу ймовірність бути представленими стереотипно. Також у небілих людей, особливо у жінок, високі шанси бути негативними персонажами(-ками).

### Як другорядні героїні

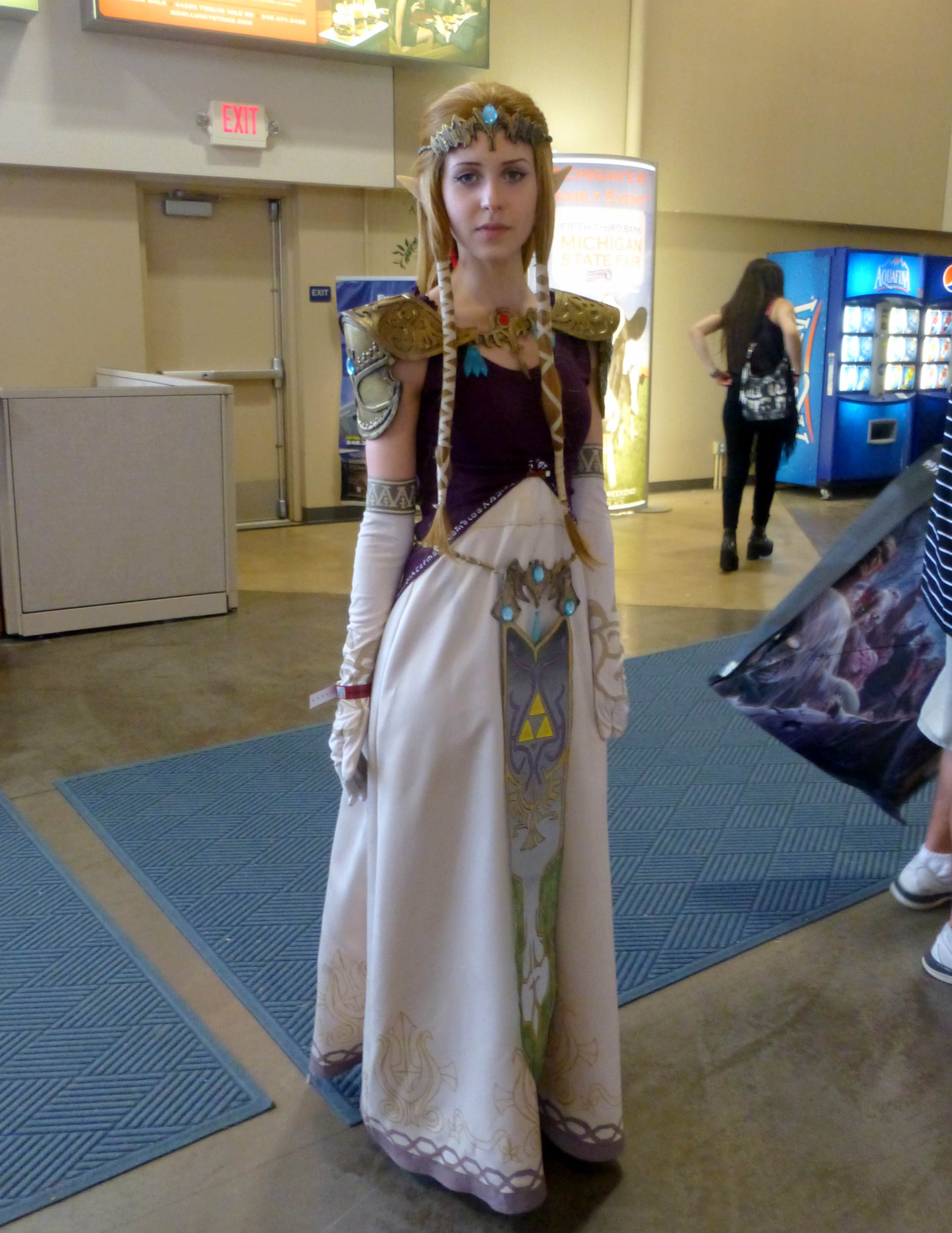
Жінка, одягнена як Принцеса Зельда, яскрава другорядна персонажка з Легенди про Зельду

Численні ігри представляють жінок союзницями або співучасницями героїчного протагоніста-чоловіка. Деякі з них, наприклад, Ада Вонг з Resident Evil та Мона Сакс з Max Payne, перетворені на протагоністок у пізніших випусках серій. Алікс Венс, що допомагає протагоністу Half-Life 2, хвалили за її «уїдливу особистість» та розум, що розвиває близький зв'язок з гравцем, не вдаючись до шаблонного «радування ока».

Персонажки відеоігор часто отримують обмежену та пасивну роль діви в біді, а їх порятунок є метою гри. Принцеса Зельда на початку серії The Legend of Zelda, дочка Султана, Фара, в Prince of Persia, і принцеса Піч у Mario є хрестоматійними прикладами. В 1981 Nintendo запропонувала гейм-дизайнеру Сігеру Міямото створити нову відеогру для американського ринку. Героєм був Маріо, мета гри — врятувати юну принцесу на ім'я Піч, замкнену в замку лиходія Боузера, що мав вигляд черепахи. Піч зображалась блондинкою в рожевій сукні, що ніколи не проявляє агресії та завжди доброзичлива, навіть при зустрічі зі своїми ворогами та коли ігрові ситуації провокують її гнів. Піч з'являється в 15-ти основних іграх і є викраденою у 13 з них. Єдині ігри, де Піч не була викрадена, — північноамериканський реліз Super Mario 2 і Super Mario 3D World, зате вона була ігровою персонажкою. Зельда стала ігровою в деяких пізніших іграх серії або мала змінений сценарій.
«Основні стереотипні міфи про жінок у відеоіграх — це, як правило, дівчата в біді, гіперсексуалізовані лиходійки (Сільвія Крістель з No More Heroes) і сексуальна/сильна найкраща подруга (Тіфа з Final Fantasy VII). … У всіх цих випадках персонажка, скоріше так, ніж ні, закохана з чоловіка-протагоніста або відчайдушно намагається його спокусити.»

### Як антагоністки
Однією з перших великих лиходійок у відеоіграх була Темна Королева в Battletoads (1991) і її продовженнях. SHODAN, штучний інтелект з жіночим голосом і обличчям, головний антагоніст System Shock (1994), оцінений як один з найбільш впізнаваних жіночих персонажів в іграх. Інша відома лиходійка Ultimecia, головна антагоністка в Final Fantasy VIII (1999). На PAX Prime 2013 її визнано серед найкращих жіночих антагоністів в історії відеоігор. Подібно, GLaDOS з Portal (2007), божевільний комп'ютер з жіночим голосом, була оцінена критиками як один з найкращих нових персонажів 2000-х років.
Зображення жінок у відеоіграх є предметом наукового дослідження і дебатів з початку 1980-х. Повторювані теми в статтях та дискусіях на тему включають сексуальну об'єктивацію і сексуалізацію героїнь для звернення до передбачувано чоловічої аудиторії, а також ступінь незалежності героїнь від їхніх противників-чоловіків в одній і тій же грі. Дослідження впливу сексуалізованих медіарепрезентацій жінок на телебаченні і в журналах довели, що вони знижують чоловіче співчуття до жінок, а також знижують сприйняття жінками свого бажання і придатності для різних професій.
У дослідженні Dill і Thill (2005) виділено три основних стереотипних зображення жінок в іграх:
1) сексуалізовані,
2) напівроздягнені чи ледве одягнені,
3) ідеал краси.
Понад 80 % жінок у відеоіграх представлені одним із цих зображень. Більше чверті героїнь втілюють в собі всі три стереотипних категорії відразу. 

### Сексуалізація
Іншою превалюючою темою зображення жінки є поєднання агресії і сексу, «еротизованої агресії». За даними професорки соціології і дослідниці Трейсі Дітц (Tracy Dietz), жінки часто зображуються в стереотипних ролях, які зазвичай мають відношення до сексуальності, де жінка розглядається виключно в фокусі фізичної привабливості. За даними аналізу, проведеного Downs і Smith, ігрові та сюжетно-релевантні персонажі 60 найпопулярніших відеоігор в 2003 році були переважно чоловічої статі. Зображені жінки ж — часто сексуалізувалися. Героїні зображалися частково оголеними або з нереалістичними пропорціями частіше, ніж персонажі-чоловіки. Дослідження 225 обкладинок відеоігор виявили перебільшення статури як чоловічих, так і жіночих персонажів, але жінки зазнавали більших «фізичних змін» (особливо у грудях), ніж чоловіки, і ще більше, якщо жінка — головна героїня гри.

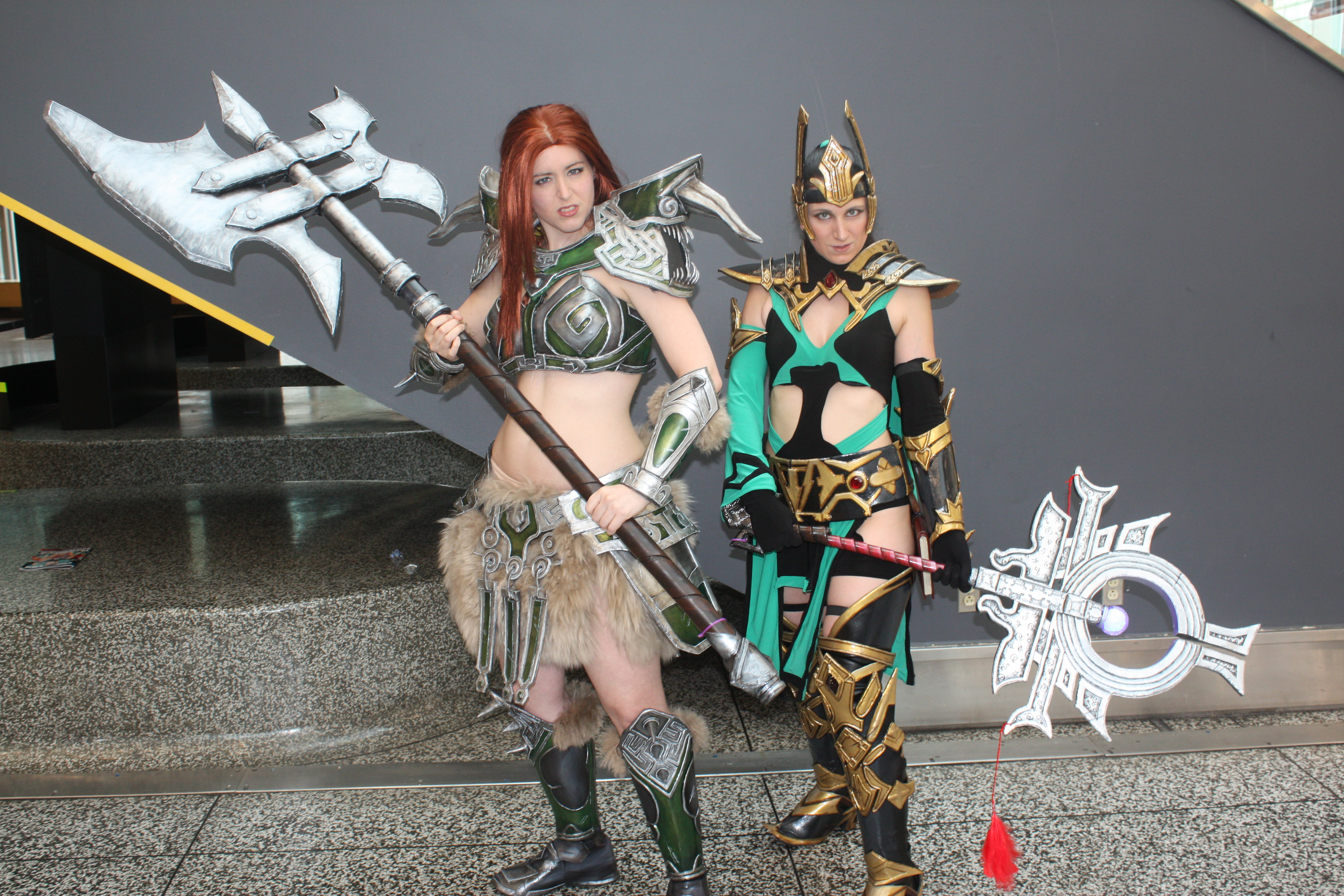
Жінки в костюмах скупо броньованих героїнь відеогри Діабло III

Багато персонажок відеоігор (наприклад, пані Пак-Мен) ідентичні існуючим чоловічим, крім візуального маркера своєї жіночності, наприклад, рожевих бантиків, губної помади і довгих вій.
Повторюване зображення жінок у фантастиці, що бере початок у 1960-х, — це жінка-воїтелька, одягнена в куці обладунки, оснащені бронею, конструкція якої описана в таких поняттях, як «кольчужні бікіні»: здебільшого вичерпується дрібними декоративними бляшками, що відкривають великі ділянки тіла погодним умовам і піддають ризику життєво важливі органи, роблячи броню неефективною як захист. Превалювання цього образу наводиться як приклад загальної сексуалізації жінок у ґік-культурі, в тому числі у відеоіграх, коміксах і фільмах. У відповідь на це артблог Women Fighters in Reasonable Armor збирає зображення жінок-бійчинь у реалістичних, адекватних для використання в бою, обладунках.

#### Поширеність сексуалізації
У 2016 дослідження 571 ігор, випущених в період з 1984 до 2014 років, виявило, що сексуалізація жіночих персонажів була на піку між 1990 і 2005, а потім почала істотно знижуватися. Також встановлено, що немає ніякого істотного розходження в сексуалізації між іграми з рейтингом «Teen» (для 13-річних і старше) і «Mature» (від 17 років) за Entertainment Software Rating Board: що сексуалізовані жінки в іграх настільки поширені, що про них не думають як про недопустимих для дітей (!). Сексуалізація менше зустрічалася у рольових іграх, в які частіше грають жінки, ніж у екшенах і бойових іграх.
Персонажок відеоігор критикували за тенденцію бути об'єктами «чоловічого погляду». Дискусії збурила друкована реклама бойової гри Soulcalibur V, що перериває рекламним слоганом груди героїні Ivy Valentine. 
У двох сиквелах бойових ігор Soulcalibur і Tekken, випущених кількома роками пізніше від оригіналу, повторювані персонажі-чоловіки зображені пропорційно старшими, але всі жінки — залишені в тому самому віці, що й в оригіналі, або замінені їхніми дочками. 
Багато ігор, особливо файтинг, застосовують так звану «breast physics», що змушує груди героїнь відеоігор підскакувати та хитатися у перебільшеній, нереалістичній, фізично неможливій манері.

### Насильство проти жінок
Відеоігри іноді критикуються за зображення насильства проти жінок. Наприклад, в 2013 році гра Dead Island: Riptide породила суперечки, коли спеціальне «зомбі-» видання включило статую тулуба грудастої розчленованої жінки у відвертому бікіні. У той час як більша частина франшизи Grand Theft Auto мала проблеми з претензіями про насильство проти жінок, Grand Theft Auto V (Rockstar North) була теж оточена широкою критикою, причому настільки, що її продаж заборонено деякими ритейлерами в Австралії.
У 1982 Custer's Revenge була першою відзначеною грою, що містить елементи зґвалтування, і деякі групи корінного населення Америки і National Organization for Women жорстко розкритикували це як і виправдання расизму.
Перезавантажена Tomb Raider у 2013 викликала суперечки, коли геймінг-блог Kotaku зауважили, що сценаристи використали спробу зґвалтування, як етап розвитку характеру героїні Лари Крофт. Розробники заперечили, що сцена зображувала спробу зґвалтування.

## Зображення чоловіків

### Гіпертрофована сила
Чоловіки також часто змальовуються у відеоіграх стереотипно. Повторюване зображення чоловічої сексуальності — це фантазія про силу, де очевидна сексуалізація як об'єкту бажання та гіпермаскулінність пересилюють суб'єктність персонажа як протагоніста і уособлюють силу гравця в межах ігрового світу.
Автор GamesRadar Девід Хоутон у статті про сексизм у відеоіграх різко критикує багато стереотипів, пов'язаних з чоловічими героями, позначивши їх як «тип первісного мисливця/збирача з деформовано-роздутими біцепсами, шиєю надто м'язистою, щоб повертатися, емоційним компасом, що застряг на 'агресивній гримасі', і відчутністю 50 % грудної амуніції».
- Фантазія про силу як гендерний перформанс з гетеронормативної перспективи: чоловіча сексуальність розглядається як зворотний бік мужності. Зображення чоловіків як об'єктів бажання кодуються виключенням фемінних рис, суєтності і уваги до власної зовнішності, або квір-кодами, часто зображуваними як гумористичні.[56] Архетип бісьонен є прикладом такого зображення, як і персонажі типу Веги з Street Fighter, Mettaton з Underhate, Максі і Рафаеля з Soul Calibur, і Сефірот з Final Fantasy VII.
- Інший спосіб сексуалізації чоловічих персонажів — у виконанні гравців і спільнот вболівальників, зокрема для персонажа відкриваються їх власні емоції. Дуглас визначає, як риси характеру цих персонажів у просторі, виділеному в грі для розкриття їх індивідуальності, проявляється через їх взаємодію з іншими персонажами, і їх агентство з допомогою цих взаємодій, а не чистого прояви сили і влади. З-за цих рис, ця категорія персонажів відбувається найчастіше з неігрових персонажів.

Опитування Pew Research Center (2015) показали, що 16 % дорослих, які грають у відеоігри, вважають, що більшість ігор зображують жінок збіднено, з 34 % кажуть, що це залежить від гри, і лише 26 % не згодні. Серед тих, хто не грають, 55 % не впевнені, чи зображають ігри жінок погано. Між відповідями чоловіків і жінок були мінімальні відмінності.
Канадський некомерційний сайт MediaSmarts повідомляє, що «відеоігри мають потенціал, щоб впливати на те, як діти сприймають себе та інших», і, незважаючи на їх вплив на молодь, «існує не так багато досліджень у цій області, і лише деякі з існуючих досліджень витримують критичну перевірку. Ця нестача ретельності та уваги до питання означає, що ми дуже мало знаємо про впливи, котрі відеоігри можуть мати на дитячий розвиток та соціалізацію.»
Хоча ігри з можливістю вибрати протагоністку отримали кращі результати оглядів, вони продалися меншою кількістю копій, ніж ігри з виключно чоловічими головними персонажами. Penny Arcade Report пояснюють цю різницю більшими маркетинговими бюджетами ігор з чоловічими героями. Ігри з виключно жінкою-протагоністкою мають, в середньому, лише 50 % маркетингового бюджету ігор з опціональною персонажкою, і 40 % маркетингового бюджету ігор з виключно протагоністом. При цьому ігри з виключно протагоністом регулярно включаються до популярних спортивних та воєнних франшиз, таких як Madden, Call of Duty та EEDAR's Jesse Divnich, представники яких заявляють: «Фактори, що впливають на продаж, засновані більше на ліцензуванні бренду, бюджетів маркетингу і розробки і тисячі інших факторів, які мають мало спільного з гендером героїв.»
Dante Douglas у Paste magazine визначає «фантазію про силу» порівнянною до двох інших стереотипів: чоловічості як гендерного перформансу та як фанатських інтерпретацій:
За дослідженням 2008 року, чоловіки повідомляють, що грають у більш жорстокі відеоігри, ніж жінки. Це негативно корелювало з чоловічою упевненістю в своїх рішеннях, коли представлялися сценарії можливих сексуальних домагань, обрані за своєю неоднозначністю. Вплив жорстоких відеоігор також пов'язаний з поглядами, що підтримують зґвалтування.
За даними Dietz, ігрові персонажі володіють потенціалом для формування уявлення гравців про гендерні ролі. Через процеси соціального порівняння, гравці засвоюють соціальні очікування про зовнішність, поведінку і ролей. Дівчата можуть очікувати, що вони будуть залежними жертвами і що в їх обов'язки входить підтримання краси і сексуальної привабливості, в той час як хлопчики можуть вирішити, що їхня роль полягає в тому, щоб оберігати і захищати жінок. Таким чином, висновує Dietz, ролі, інтерналізовані дітьми, в тому числі гендерні, стають для дітей, а згодом і для дорослих, основою для інших ролей і діяльності. Гендерні ролі, засвоєні дітьми, істотно впливають на їх погляди і додаткові ролі, які виконуватимуться в подальшому житті. Символи маскулінності та фемінінності стають частиною особистості дитини.

### Сексуалізація
Чоловіки у відеоіграх, як правило, показані м'язистими та кремезними. Наприклад, вони мають грудну клітину в об'ємі на 2 дюйми (6 %) більшу, голову на 13 дюймів більшу, талію на 5 дюймів ширшу, а стегна на 7 дюймів ширші, ніж в реальності. Вони часто характеризуються як явно агресивні і жорстокі. 
Після випуску Grand Theft Auto V розробники зустріли критику щодо зображення жінок і тортур, але також і щодо чоловіків. Два з головних героїв, Тревор Філіпс і Майкл де Санта, зображали чоловіків загалом «брехунами, ошуканцями, поганими чоловіками і батьками та психопатами».
Jamin Warren на PBS Game/Show підкреслив, що відеоігри можуть сприяти «непомірним очікуванням від тіла, або нездатності виразити емоції, або тиску 'будь мужиком!' (man up) та примусам до лідерства». Він також підкреслив, що переважна більшість персонажів, що чинять і проживають насильство у відеоіграх, є чоловіками, тоді як жінки і діти, як правило, повинні бути захищені.

### Стереотипізація та насильство
«Male protagonist bingo», експеримент дизайнерки ігор Анни Крейдер (Anna Kreider) 2014-го, мав на меті показати, що багато відомих протагоністів відеоігор пересичені одними й тими ж стереотипами, оскільки для них можна заповнити картку бінго, яка містить такі атрибути:
- Воєнне звання
- Посада чи звання замість імені
- Кримінал
- Вершитель самосуду
- Серійні вбивства
- Гартований ветеран
- Плює на вбивства
- Самітник/одинак
- Замкнутий і відчужений
- Білий чоловік
- Чорний гумор в обличчя небезпеці
- Біцепси з твоє стегно
- Антигерой
- Жорстокість як стиль життя
- Безжальний до політиків
- Зброя. Купи зброї
- Занурений в роздуми
- Психологічні проблеми
- Купа обладунків
- «Суворий» перезапуск
- Лисий / армійська стрижка
- Багато хмуриться
- Надприродні здібності
- Серійні вбивства інопланетян / інших
- Вони вбили мою дружину / дитину / сім'ю! Вони заплатять!

Численні критикині та критики вказали "чоловічий погляд причиною того, чому чоловічі персонажі не є відкрито сексуалізованими, як жіночі, адже в індустрії відеоігор побутує хибне припущення, що більшість геймерів є гетеросексуальними чоловіками, котрих і обслуговують компанії.

## Додаткова література

### Вплив на установки, пов'язані з гендером
- Brown, Jeffrey A. (2011). Dangerous Curves: Action Heroines, Gender, Fetishism, and Popular Culture. Jackson: University Press of Mississippi. ISBN 160473714X.
- Hartmann, T. and Klimmt, C., 2006. Gender and computer games: Exploring females’ dislikes. Journal of Computer‐Mediated Communication, 11(4), pp.910-931. http://onlinelibrary.wiley.com/doi/10.1111/j.1083-6101.2006.00301.x/full [Архівовано 16 листопада 2017 у Wayback Machine.]
- Beasley, B. and Collins Standley, T., 2002. Shirts vs. skins: Clothing as an indicator of gender role stereotyping in video games. Mass Communication & Society, 5(3), pp.279-293. http://www.tandfonline.com/doi/abs/10.1207/S15327825MCS0503_3 [Архівовано 22 березня 2019 у Wayback Machine.]